# Ezequiel Luna
Ezequiel Esteban Luna (Villa Gobernador Gálvez, 19 novembre 1986) è un calciatore argentino, difensore svincolato.